# Cupriavidus
Cupriavidus es un género de bacterias que incluye el antiguo género Wautersia. Se caracterizan como organismos gram-negativos, móviles en forma de bastón,  con metabolismo oxidativo. Poseen flagelos perítricos; son organismos aeróbicos obligatorios, y son quimioorganotróficos o quimiolitotróficos. Se ha descrito resistencia a los metales (incluyendo el cobre). Estos organismos se han encontrado tanto en el suelo como en aislados clínicos.